# Медицински факултет (Белградски университет)
Медицинският факултет (на сръбски: Медицински факултет Универзитета у Београду) е факултет към Белградския университет, открит на 9 декември 1920 година. Декан на факултета е Татјана Симић .

## Институти
- Институт за химия за медицина
- Институт по биофизика в медицината
- Институт по биология и човешка генетика
- Института по анатомия
- Институт по хистология и ембриология
- Институт по физиология
- Институт по биохимия
- Катедра по микробиология и имунология
- Институт по патологична анатомия
- Институт по патофизиология
- Институт по епидемиология
- Институт по фармакология, клинична фармакология и токсикология
- Институт по хигиена и опазване на околната среда медицина
- Институт по съдебна медицина
- Институт по социална медицина
- Институт за медицинска статистика и информатика

## Декани
Декани на факултета от 1920 година са:
- Милан Йованович Батут 1920/21
- Воислав Суботич 1921/22
- Джордже Йоанович 1922/23, 1925/26, 1927-29
- Рихард Буриян 1923/24, 1926/27, 1933/34
- Джордже Нешич 1924/25, 1930-32
- Александър Игнятовски 1929/30
- Димитрие Антич 1932/33
- Александър Радосавлевич 1934/35
- Милош Богданович 1935/36
- Александър Костич 1936-39
- Коста Тодорович 1939/40
- Еврем Неделкович 1945/46
- Воислав Арновлевич 1946-48
- Бранко Шливич 1948-50, 1957/58
- Александър Джорджевич 1950/51
- Владимир Спужич 1951/52
- Бранислав Станоевич 1952-54
- Милутин Нешкович 1954-57
- Юлияна Богичевич 1958/59, 1962-64
- Радивое Берович 1959-62
- Воислав Данилович 1964-67
- Борислав Божович 1967-72
- Иван Станкович 1972-74
- Божица Ротович 1974-76
- Михайло Чемерикич 1976-78
- Светислав Костич 1978-80
- Любисав Ракич 1980-84
- Йован Мичич 1984-87
- Предраг Джорджевич 1987-91
- Радивое Грбич 1991-2000
- Слободан Апостолски 2000-02
- Владимир Костич 2002-04
- Богдан Джуричич 2004-08
- Владимир Бумбаширевич от 2009